# Государственно-политическое устройство Беларуси
Государственно-политическое устройство Беларуси

## Политика

### Внешняя, международные отношения
В 1922 Белорусская Советская Социалистическая Республика стала членом-учредителем СССР, в 1945 — членом-учредителем ООН, в 1991 — СНГ
Беларусь является членом ОДКБ, Евразэс, а также других международных объединений.
Дипломатические отношения с Российской Федерацией установлены с 25.06.1992.

### Власть

#### Исполнительная
Президент Республики Беларусь — глава государства.
Исполнительную власть осуществляет Правительство — Совет Министров Республики Беларусь — центральный орган государственного управления. Правительство в своей деятельности подотчётно Президенту Республики Беларусь и ответственно перед Парламентом Республики Беларусь.
Президентом Республики Беларусь является А. Г. Лукашенко, впервые избранный на этот пост в 1994 году.
14 мая 1995 года по инициативе Лукашенко был проведён первый в истории Беларуси референдум, на который было вынесено 4 вопроса — о придании русскому языку статуса государственного, наравне с белорусским, об установлении новых Государственного флага и Государственного герба, о поддержке действий Президента Республики Беларусь, направленных на экономическую интеграцию с Российской Федерацией и о его праве распускать Верховный Совет. По всем четырём вопросам было вынесено положительное решение. За проголосовало 83,3 %, 75,1 %, 83,3 % и 77,7 % соответственно
24 ноября 1996 года был проведён второй референдум, на который были вынесены 4 вопроса, предложенных Президентом, и 3 вопроса, вынесенных депутатами Верховного Совета. В результате положительное решение было принято по двум вопросам — о переносе Дня независимости на 3 июля (день освобождения города Минск от немецких захватчиков) и о принятии изменений и дополнений в Конституцию, предложенных Президентом. Эти изменения расширили полномочия исполнительной власти.
17 октября 2004 года в Беларуси проведён третий референдум, на котором, по официальным данным, 77,3 % белорусских избирателей поддержали исключение из Конституции государства ограничения на количество президентских сроков, что позволяло Александру Лукашенко участвовать в следующих президентских выборах. В Беларуси официально зарегистрировано 6,9 млн избирателей. По данным Центризбиркома, явка на голосование составила 89,7 %.
19 декабря 2010 года прошли очередные президентские выборы. Победу в первом туре одержал Александр Лукашенко, набравший по официальным данным 79,65 % голосов. Его ближайший соперник — представитель оппозиции Андрей Санников — получил лишь 2,43 %.
11 октября 2015 года состоялись очередные выборы Президента, на которых вновь в первом туре победу одержал действующий президент, с результатом 83,5 % голосов избирателей.

#### Законодательная
- Законодательный орган — двухпалатное Национальное собрание.
- Верхняя палата — Совет Республики (64 места).

56 членов избираются органами местного самоуправления, 8 назначаются Президентом.
- Нижняя палата — Палата представителей (110 мест).

Депутаты избираются по мажоритарной системе в одномандатных округах. Срок полномочий депутатов — 4 года.
- Председатель Совета Республики — Наталья Кочанова.
- Заместитель председателя Совета Республики — Сергей Хоменко.
- Председатель Палаты представителей — Игорь Сергеенко.
- Заместитель председателя Палаты представителей — Вадим Ипатов.

### История парламентаризма
- 1995 — избрание Верховного Совета 13 созыва. В конце 1996 года попытался начать процедуру импичмента президента РБ.
- 1996 — Верховный Совет заменён новым двухпалатным законодательным органом — Национальным собранием.
- 2000 — состоялись выборы в Палату представителей Национального собрания, однако, они были полностью бойкотированы белорусской оппозицией.
- 17 октября 2004 — состоялись очередные парламентские выборы. По утверждению оппозиции, все избранные депутаты входили в так называемый «список Лукашенко».
- 28 сентября 2008 — состоялись очередные парламентские выборы.
- 23 сентября 2012 — состоялись очередные парламентские выборы.
- 11 сентября 2016 — состоялись очередные парламентские выборы.
- 17 ноября 2019 — состоялись очередные парламентские выборы. В Палату представителей не вошёл ни один член оппозиции[4].

## Символика

### Флаг
До 1995 года флагом Республики Беларусь являлся Бело-красно-белый флаг (национальный и исторический флаг Беларуси).
C приходом к власти Лукашенко он был заменён на немного видоизменённый Флаг Белорусской ССР. Флаг представляет собой прямоугольное полотнище, состоящее из двух горизонтально расположенных цветных полос: верхней — красного цвета шириной в 2/3 и нижней — зелёного цвета в 1/3 ширины флага. Около древка вертикально расположен белорусский национальный орнамент красного цвета на белом поле, составляющий 1/9 длины флага. Отношение ширины флага к его длине — 1:2. Флаг крепится на древке (флагштоке), которое окрашивается в золотистый (охра) цвет.

### Герб
До 1995 года гербом Республики Беларусь являлась Погоня.
C приходом к власти Лукашенко была заменена на немного видоизменённый Герб Белорусской ССР.
Герб Республики Беларусь представляет собой зелёный контур Республики Беларусь в золотых лучах солнца над земным шаром. Сверху контура находится пятиконечная красная звезда. Герб обрамляет венок из золотых колосьев, переплетённых справа цветками клевера, слева — льна. Колосья обвиты красно-зелёной лентой, на которой снизу сделана надпись золотом: «Рэспубліка Беларусь».

## Гимн
Музыка гимна Беларуси написана Нестором Соколовским для гимна Белорусской ССР 1955 г. Текст этого гимна, написанный М. Климковичем, начинался со слов «Мы, белорусы», как и нынешний. В 2002 утверждён новый текст гимна; текст переработан В. Каризной, который убрал ссылки на Россию, Ленина и коммунистическую партию.

## Органы государственного управления

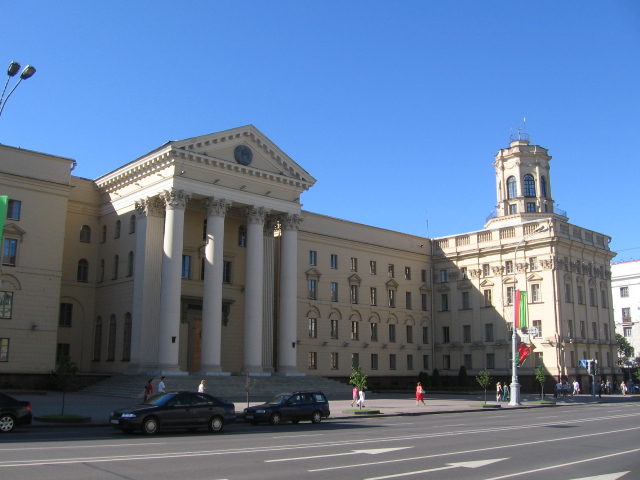
Здание КГБ РБ